# Granadilla de Abona
Granadilla de Abona es un municipio perteneciente a la provincia de Santa Cruz de Tenerife, en la isla de Tenerife, Canarias, España.
La capital municipal está localizada en el casco urbano de Granadilla, situado a unos 640 m s. n. m. Con 57 143 habitantes (INE 2024), Granadilla es el cuarto municipio más poblado de Tenerife, tras Santa Cruz de Tenerife, San Cristóbal de La Laguna y Arona.

## Toponimia
El nombre del municipio deriva de su capital administrativa, no conociéndose con exactitud el por qué de esta denominación. Algunos investigadores sugieren que le fue puesto por los colonizadores por el parecido con la región de Granada, en la península ibérica, mientras que otros proponen su origen en la presencia en la zona del arbusto endémico conocido como granadillo Hypericum canariense.
Hasta la reforma de la nomenclatura municipal de 1916 el municipio se llamaba simplemente Granadilla. En dicha fecha su nombre fue modificado por el de Granadilla de Abona. El apelativo «de Abona» fue incorporado para diferenciarlo de otros pueblos homónimos.

## Símbolos

### Escudo
El escudo heráldico del municipio fue aprobado por el Gobierno de Canarias el 2 de marzo de 1995. Su descripción es la siguiente: «Escudo: en campo azur, en la parte superior del mismo un círculo de diez piedras en su color natural, coronado por corona primitiva en oro, y dos lanzas (añepas) en su color natural. En la parte inferior del escudo, una nave del siglo xvi de tres mástiles. En el mástil trasero una grímpola con la inscripción "Victoria". En la bordura en gules diez granadas en oro ordenadas. Timbre: Corona Real cerrada.»
El círculo de piedras, la corona y las dos añepas hacen referencia al reino guanche de Abona, al que pertenecía la localidad. La nave representa a la que usó Fernando de Magallanes durante su escala en la isla, de nombre Santa María de la Victoria. Las diez granadas de la bordura representan las diez entidades de población del municipio, a la vez que una referencia al topónimo municipal.

### Bandera
La bandera municipal consta de tres franjas horizontales de igual tamaño, roja, blanca y roja, con el escudo municipal al centro, en la franja de color blanco. Fue aprobada por el Gobierno de Canarias el 3 de enero de 1997.

## Geografía
Está situado en el sur de la isla, limitando con los municipios de Arico, Vilaflor de Chasna y San Miguel de Abona.
Ocupa una superficie de 162,44 km², lo que equivale a casi el 8 % del total insular, siendo el tercer municipio en extensión de Tenerife.
El término municipal adopta una forma triangular, disposición que viene dada por el progresivo estrechamiento del municipio desde la costa hasta la cumbre. Sus límites oriental y occidental están conformados por dos profundos barrancos que nacen en la pared meridional de Las Cañadas del Teide y llegan hasta el mar. Por el este, el barranco del Río separa Granadilla de Arico, y por el oeste el barranco de La Orchilla sirve de límite con San Miguel. Por el noroeste Granadilla se alarga hasta el término de Vilaflor. Por el norte el municipio culmina en la Montaña Guajara, a 2715 m de altitud, cota máxima del término y segunda altura de la isla después del conjunto del Teide-Pico Viejo.

### Orografía

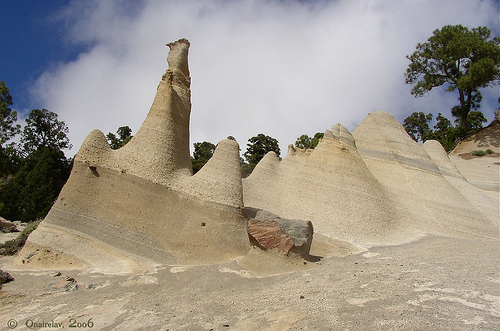
Formación geológica conocida como Paisaje Lunar, en la zona alta de Granadilla

El tramo superior del municipio, comprendido entre la cumbre y los 600 m aproximadamente, presenta una acusada pendiente, la cual se suaviza a partir de dicha cota hasta la línea costera.
El territorio se ha visto profundamente afectado por las erupciones cuaternarias e históricas, lo cual se refleja en el relieve; buena muestra de ello son los numerosos conos volcánicos que lo accidentan, así como los notables apilamientos sálicos, de color amarillento, tan característicos de este sector de la isla. Entre las formaciones volcánicas más destacadas del interior cabe mencionar la Montaña Guajara y toda una serie de conos volcánicos más o menos conservados. Los principales de norte a sur son las montañas de Iferfe, de Las Chozas, de El Lugar, Acojeja, Chiñama, Montaña Gorda, Yaco, de Ifara y de Los Riscos.
En la zona costera existen numerosas manifestaciones volcánicas de gran interés, destacando la Montaña Pelada, caldera de explosión resultado de la interacción entre el magma y el mar; y la Montaña Roja, cono producto de una erupción litoral que quedó conectado a la isla por un brazo de materiales volcánicos. Entre estas dos elevaciones se desarrolla un sistema dunar de los más importantes del litoral tinerfeño.

### Hidrografía
El término municipal se halla atravesado por multitud de barrancos y barranquillos, siendo los de mayor entidad los barrancos del Río, de Géñiga o de Las Vegas, del Guirre o del Helecho, del Charcón, del Chabuguito y el barranco de la Orchilla.

### Clima
Las condiciones climáticas son las derivadas de su situación en la vertiente sur de la isla: destacadas temperaturas y escasas precipitaciones. Las medianías registran un mayor volumen de precipitaciones y la humedad ambiental es asimismo superior a la del área de costa.
| Parámetros climáticos promedio de Observatorio del aeropuerto de Tenerife Sur (64 m) (municipio de Granadilla de Abona) (Periodo de referencia: 1991-2020, extremos: 1980-presente) | Parámetros climáticos promedio de Observatorio del aeropuerto de Tenerife Sur (64 m) (municipio de Granadilla de Abona) (Periodo de referencia: 1991-2020, extremos: 1980-presente) | Parámetros climáticos promedio de Observatorio del aeropuerto de Tenerife Sur (64 m) (municipio de Granadilla de Abona) (Periodo de referencia: 1991-2020, extremos: 1980-presente) | Parámetros climáticos promedio de Observatorio del aeropuerto de Tenerife Sur (64 m) (municipio de Granadilla de Abona) (Periodo de referencia: 1991-2020, extremos: 1980-presente) | Parámetros climáticos promedio de Observatorio del aeropuerto de Tenerife Sur (64 m) (municipio de Granadilla de Abona) (Periodo de referencia: 1991-2020, extremos: 1980-presente) | Parámetros climáticos promedio de Observatorio del aeropuerto de Tenerife Sur (64 m) (municipio de Granadilla de Abona) (Periodo de referencia: 1991-2020, extremos: 1980-presente) | Parámetros climáticos promedio de Observatorio del aeropuerto de Tenerife Sur (64 m) (municipio de Granadilla de Abona) (Periodo de referencia: 1991-2020, extremos: 1980-presente) | Parámetros climáticos promedio de Observatorio del aeropuerto de Tenerife Sur (64 m) (municipio de Granadilla de Abona) (Periodo de referencia: 1991-2020, extremos: 1980-presente) | Parámetros climáticos promedio de Observatorio del aeropuerto de Tenerife Sur (64 m) (municipio de Granadilla de Abona) (Periodo de referencia: 1991-2020, extremos: 1980-presente) | Parámetros climáticos promedio de Observatorio del aeropuerto de Tenerife Sur (64 m) (municipio de Granadilla de Abona) (Periodo de referencia: 1991-2020, extremos: 1980-presente) | Parámetros climáticos promedio de Observatorio del aeropuerto de Tenerife Sur (64 m) (municipio de Granadilla de Abona) (Periodo de referencia: 1991-2020, extremos: 1980-presente) | Parámetros climáticos promedio de Observatorio del aeropuerto de Tenerife Sur (64 m) (municipio de Granadilla de Abona) (Periodo de referencia: 1991-2020, extremos: 1980-presente) | Parámetros climáticos promedio de Observatorio del aeropuerto de Tenerife Sur (64 m) (municipio de Granadilla de Abona) (Periodo de referencia: 1991-2020, extremos: 1980-presente) | Parámetros climáticos promedio de Observatorio del aeropuerto de Tenerife Sur (64 m) (municipio de Granadilla de Abona) (Periodo de referencia: 1991-2020, extremos: 1980-presente) |
| Mes | Ene. | Feb. | Mar. | Abr. | May. | Jun. | Jul. | Ago. | Sep. | Oct. | Nov. | Dic. | Anual |
| --- | --- | --- | --- | --- | --- | --- | --- | --- | --- | --- | --- | --- | --- |
| Temp. máx. abs. (°C) | 29.3 | 31.9 | 37.7 | 38.3 | 37.7 | 36.2 | 42.9 | 44.3 | 41.8 | 39.4 | 35.2 | 30.0 | 44.3 |
| Temp. máx. media (°C) | 22.0 | 22.2 | 23.0 | 23.4 | 24.4 | 25.8 | 27.9 | 28.7 | 28.0 | 27.0 | 25.0 | 23.2 | 25.1 |
| Temp. media (°C) | 18.6 | 18.6 | 19.2 | 19.8 | 20.8 | 22.4 | 24.1 | 25.0 | 24.5 | 23.5 | 21.6 | 19.8 | 21.5 |
| Temp. mín. media (°C) | 15.0 | 14.9 | 15.3 | 16.0 | 17.2 | 18.9 | 20.3 | 21.2 | 21.1 | 19.9 | 18.2 | 16.4 | 17.9 |
| Temp. mín. abs. (°C) | 9.0 | 9.8 | 9.6 | 12.2 | 13.0 | 14.6 | 16.8 | 17.1 | 16.6 | 14.8 | 12.0 | 10.4 | 9.0 |
| Precipitación total (mm) | 16.5 | 18.6 | 11.1 | 8.2 | 0.6 | 0.3 | 0.0 | 1.5 | 3.0 | 13.3 | 12.5 | 31.7 | 117.2 |
| Días de precipitaciones (≥ 1 mm) | 1.6 | 1.8 | 1.4 | 1.0 | 0.2 | 0.1 | 0.0 | 0.3 | 0.6 | 2.0 | 1.4 | 3.2 | 13.6 |
| Horas de sol | 208 | 206 | 242 | 234 | 260 | 270 | 313 | 294 | 234 | 220 | 198 | 202 | 2886 |
| Humedad relativa (%) | 61 | 62 | 63 | 64 | 65 | 67 | 65 | 66 | 68 | 67 | 63 | 63 | 65 |
| Fuente: Agencia Estatal de Meteorología | | | | | | | | | | | | | |

### Flora

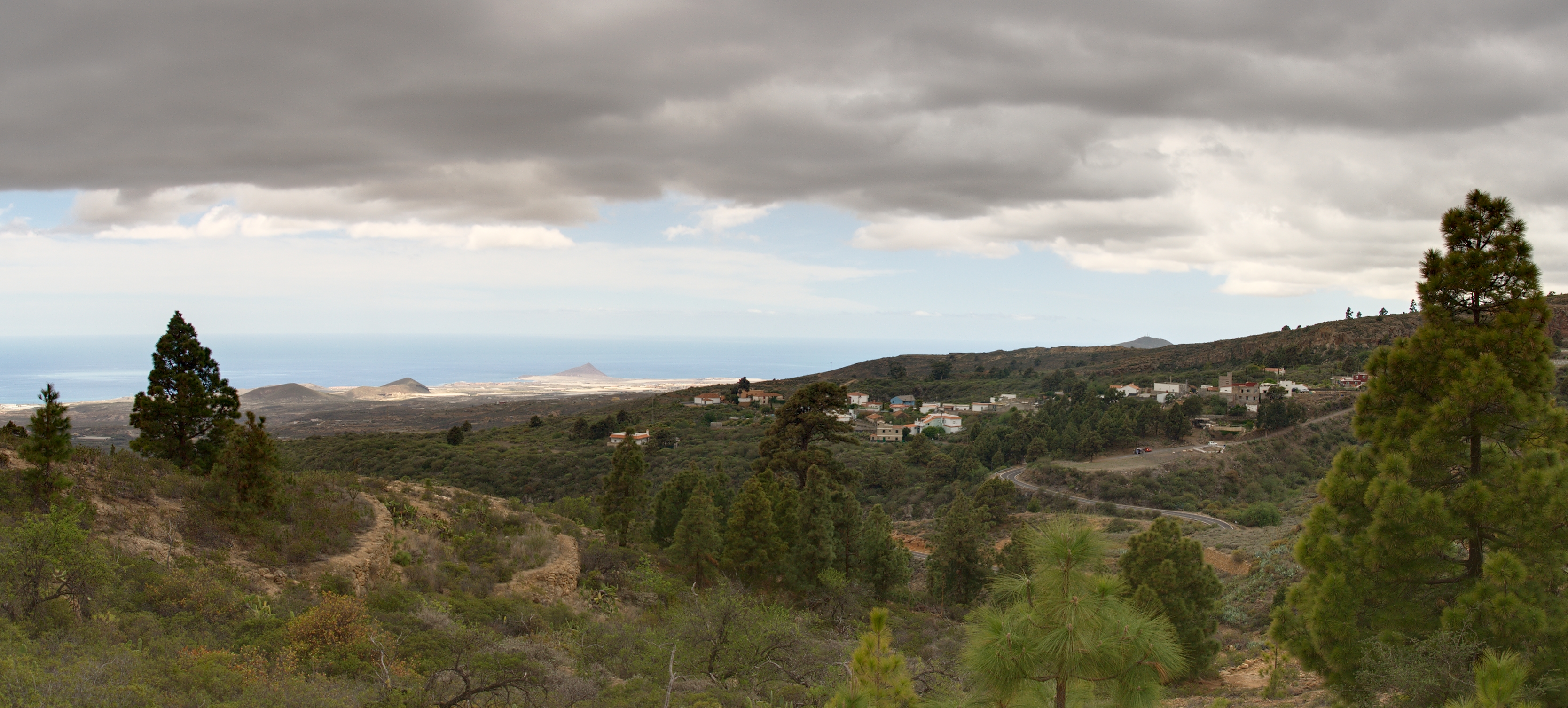
Paisaje del municipio

Las características climáticas influyen decisivamente a la vegetación, pues la misma está perfectamente adaptada a la sequedad, con un predominio de las especies xerófilas.
La zona costera hasta los 100 m s. n. m. se encuentra dominada por el tabaibal dulce de Euphorbia balsamifera y los barrillares de Mesembryanthemum crystallinum. Alrededor del área de Montaña Roja-La Tejita sobresalen los matorrales de aulaga Launaea arborescens y salado Schizogyne sericea, mientras que en el cauce del barranco de Las Monjas abundan las formaciones de balo Plocama pendula. Un pequeño cardonal de Euphorbia canariensis subsiste en la zona conocida como Malpéi.
A partir de los 100 m de altitud, la vegetación es más escasa debido a las roturaciones para el cultivo. El paisaje pasa a estar dominado por el tabaibal amargo de Euphorbia lamarckii, sobre todo en el sector suroccidental del municipio, y por matorrales de sustitución compuestos por inciensos Artemisia thuscula y vinagreras Rumex lunaria. Estos matorrales dan paso a partir de los 400–500 m a los compuestos por jaguarzos Cistus monspeliensis y escobones Chamaecytisus proliferus, que también son componentes del pinar.
El pinar aparece en torno a los 1000–1100 m de altitud. Se trata de una formación pobre, clara, dominada por el pino canario Pinus canariensis que se intercala con un matorral abundante y con algunas euforbias propias de la zona costera. Conforme se asciende las formaciones vegetales son más escasas, compuestas por matorrales de retama del Teide Spartocytisus supranubius, alhelíes del Teide Erysimum scoparium y rosalitos de cumbre Pterocephalus lasiospermus, hasta alcanzar el roquedo descubierto en el punto culminante de Montaña Guajara.
Destaca también el extenso sauzal de Salix canariensis situado en el tramo superior del barranco del Río.

### Fauna
El grupo de los vertebrados se halla dominado por las aves, sobresaliendo aquellas ligadas a los hábitats áridos y costeros, como los alcaravanes Burhinus oedicnemus, los corredores Cursorius cursor, el chorlitejo chico Charadrius dubius, el caminero Anthus berthelotii, la terrera marismeña Calandrella rufescens, el alcaudón real Lanius excubitor, el pájaro moro Bucanetes githagineus, el cernícalo Falco tinnunculus, la pardela cenicienta Calonectris diomedea o la gaviota Larus cachinnans. En el sector costero del municipio destaca la abundancia de aves migratorias, como la garza real Ardea cinerea, la garceta Egretta garzetta, el correlimos común Calidris alpina o el chorlitejo grande Charadrius hiaticula. En el interior, están presentes numerosas especies de pájaros, como las alpispas Motacilla cinerea, el mosquitero Phylloscopus canariensis o el pardillo Carduelis cannabina. En el área de pinares y cumbres, sobresalen la presencia del pinzón azul Fringilla teydea, el pico picapinos Dendrocopos major, el pinzón vulgar Fringilla coelebs, el gavilán Accipiter nisus o la aguililla Buteo buteo.
Entre los reptiles están presentes tres especies endémicas: el lagarto tizón del sur Gallotia galloti ssp. galloti, el perenquén Tarentola delalandii y la lisa Chalcides viridanus.

### Geología

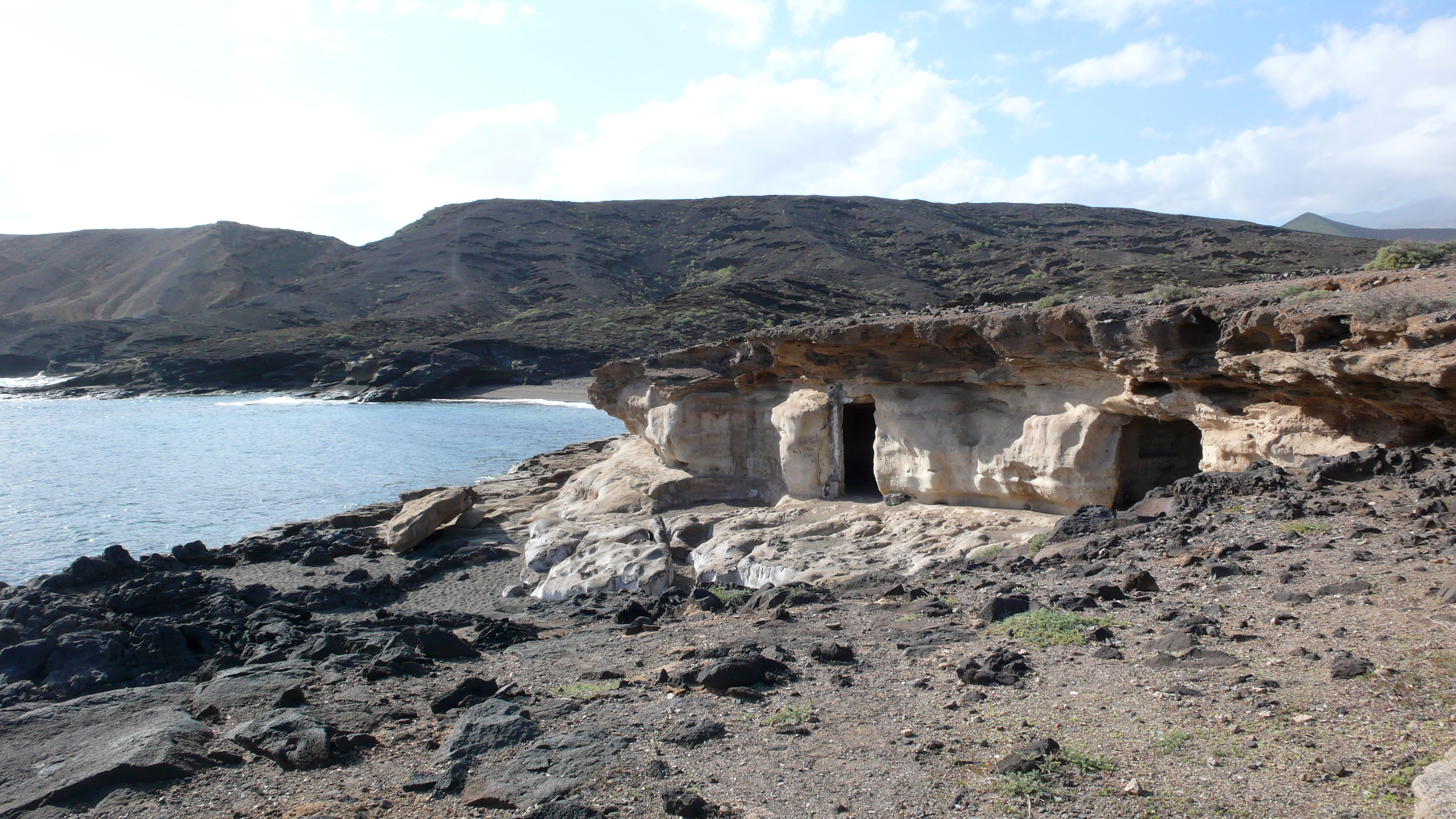
Paisaje del monumento natural Montaña Pelada

En la zona alta del municipio sobresalen las coladas basálticas-traquibasálticas que surgieron de la erupción del volcán de La Arena y que formaron un extenso malpaís negro de tipo «aa» que llegó hasta el mar. El referido volcán, que se corresponde con la Montaña de La Arena en la cumbre granadillera, es un gran cono piroclástico de color negro-rojizo compuesto por escorias, bombas y lapillis, que surgió sobre las coladas fonolíticas que forman la Montaña Guajara y que se corresponden con las últimas fases de formación del Edificio Cañadas. Intercaladas con estos dos tipos de coladas se hallan otro tipo de coladas basálticas que fueron emitidas por conos de mediano tamaño situados fuera de las dorsales insulares.
En el área oriental de Granadilla destacan por su color blanquecino los terrenos de piroclastos sálicos de composición heterogénea, predominando la presencia de pómez, y que surgieron en las últimas erupciones piroclásticas del edificio Cañadas. Por su parte, la zona occidental, aproximadamente al poniente del barranco del Charcón, se compone de coladas basálticas provenientes de las emisiones de los conos volcánicos presentes en esta zona del término municipal, y que se corresponden con erupciones inferiores del Eje de rift de Tenerife SE-NO. Estos conos, de origen estromboliano, están compuestos de piroclastos basálticos.

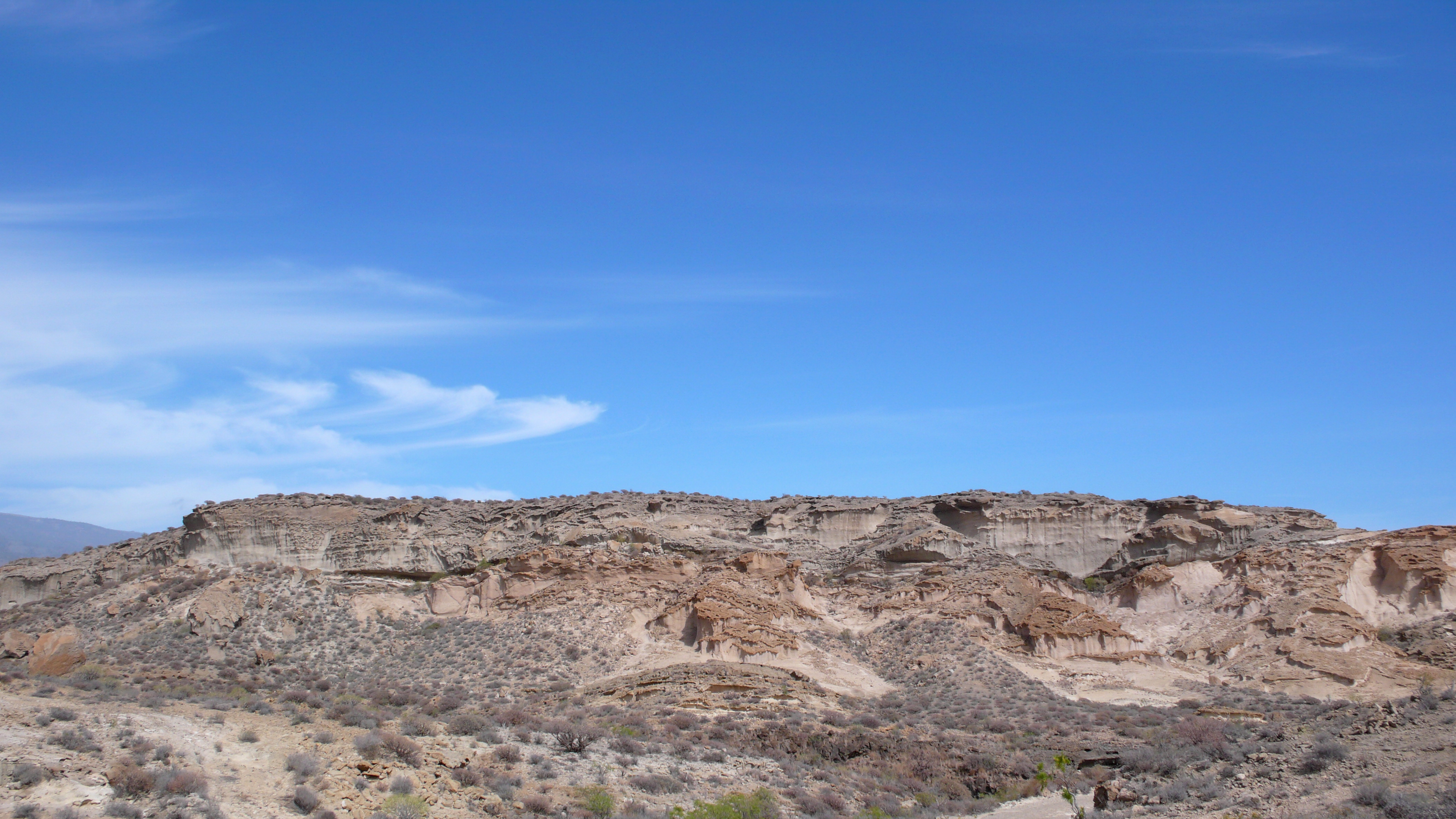
Paisaje del monumento natural de Los Derriscaderos

Como elementos geomorfológicos destacados se encuentran un gran domo exógeno de fonolitas y traquitas que surgió durante las erupciones del Pleistoceno, y que se corresponde con las Montañas del Pinalete y de Las Coloradas. Por otro lado destaca la Montaña Pelada, cono de origen hidromagmático de composición mayoritariamente basáltica.

### Espacios protegidos
Granadilla cuenta con 38,45 km² de espacio natural protegido, lo que representa un 24 % del territorio municipal. Cuenta íntegramente con los monumentos naturales de Los Derriscaderos, Las Montañas de Ifara y Los Riscos y de Montaña Pelada, y con parte del monumento natural de la Montaña Colorada. También posee superficie dentro del parque nacional del Teide y del parque natural de la Corona Forestal. Además cuenta con la reserva natural especial de Montaña Roja.
Estos espacios protegidos, a excepción de los clasificados como monumentos naturales, están incluidos también en la Red Natura 2000 como Zona Especial de Conservación y Zona de Especial Protección para las Aves. Asimismo, el fondo litoral del municipio, desde la Punta Brava hasta el límite con San Miguel de Abona, se encuentra protegido bajo la Zona Especial de Conservación Sebadales del Sur de Tenerife.
El municipio cuenta también con el monte de utilidad pública denominado Pinar.

## Historia

### Etapa guanche: antes delsigloxv
El territorio que ocupa el moderno término municipal se encuentra habitado desde época guanche, habiendo pertenecido al reino o menceyato de Abona.
En torno al moderno núcleo de Granadilla se concentraba una importante cantidad de la población del menceyato, tal y como demuestran las evidencias arqueológicas.

### Conquista y colonización europeas: siglosxvyxvi
Aunque el mencey de Abona había firmado paces con los europeos en fechas anteriores a 1490, terminada la conquista en 1496 el territorio de Granadilla y el resto de Abona se convirtió en refugio de los guanches huidos de los bandos de guerra sometidos.
La colonización del territorio de Granadilla comienza en 1503 cuando Alonso Fernández de Lugo entrega el reino de Abona a Gonzalo Suárez de Quemada, agente del III Duque de Medina Sidonia, Juan Alonso de Guzmán, que había financiado la conquista y a quien entrega realmente las tierras Lugo.

...otorgo e do e entrego a vos el dicho Gonçalo Suares e para vos: el agua del río de Abona, ques en lo dicha isla de Tenerife, con todas las tierras que se puedan regar con el dicho río de Abona...en la muy noble e muy leal cibdad de Sevilla a treze días del mes de febrero año del nascimiento de Nuestro Salvador Jesu Xpto de mill e quinientos e tres años...
Leopoldo de la Rosa y Elías Serra Ráfols, 1949.

Los representantes del duque comienzan a asentarse en torno al barranco del Río, fundando el núcleo de Las Vegas, aunque durante las primeras décadas del siglo XVI el territorio de Granadilla y en general todo Abona es escasamente poblado, dado lo costoso de poner en rendimiento el árido suelo sureño. Estas tierras son dedicadas en un primer momento principalmente a la explotación de los montes y la industria peguera asociada, así como a la ganadería y a la apicultura.

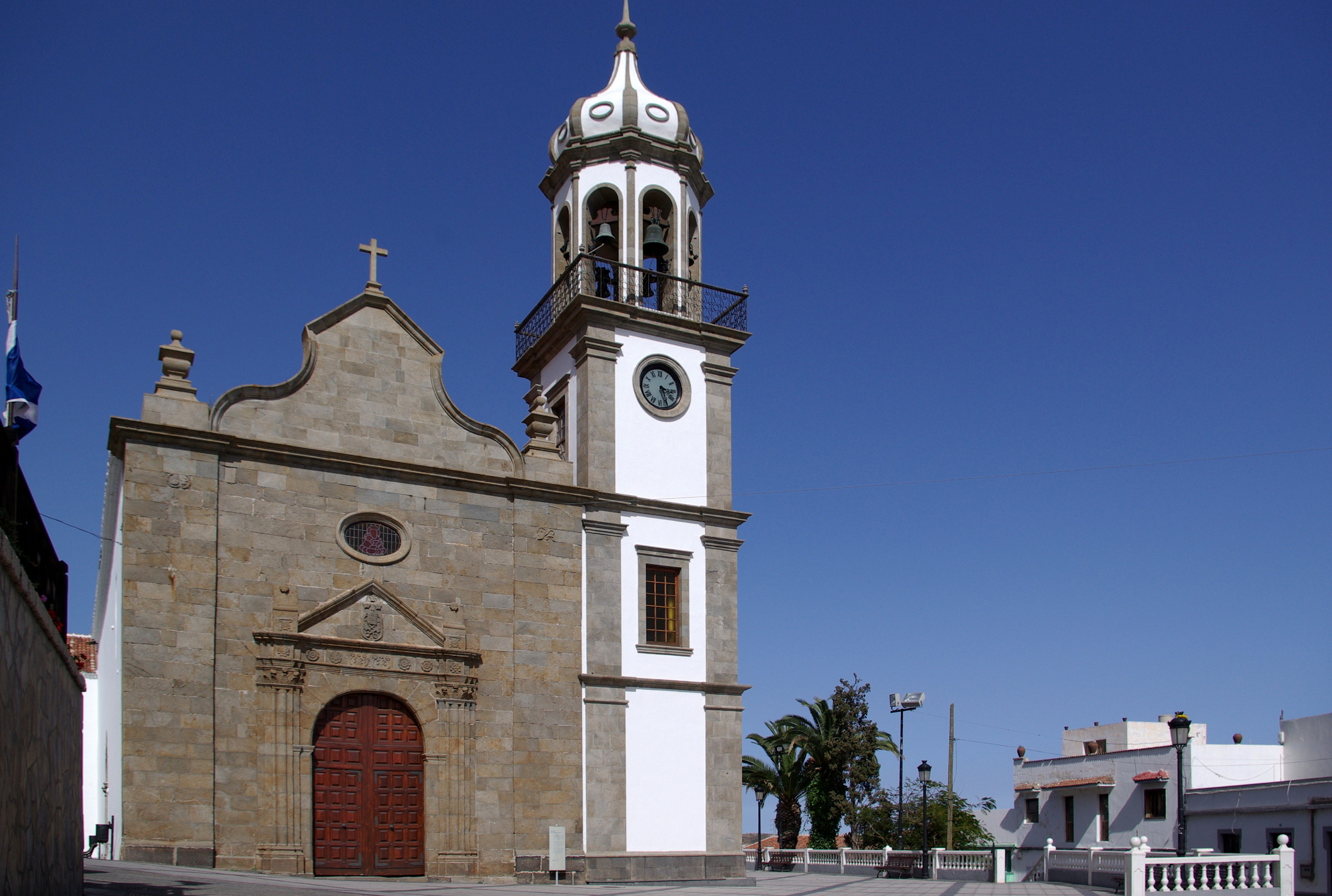
Iglesia de San Antonio de Padua

Por su parte, la zona donde se ubica el casco de Granadilla no fue poblada hasta mediados del siglo XVI. Se considera que el portugués Gonzalo González Zarco fue el fundador del pueblo, comenzando este a edificarse en torno a dos puntos clave: por un lado, la Fuente del Lugar, importante enclave de aprovisionamiento de agua, y por otro, la ermita de Santa Lucía erigida por González en la década de 1560.
El lugar de Granadilla comienza a contar con alcalde real propio desde la segunda mitad del siglo XVI, siendo el primero el portugués Juan Bello, yerno del fundador del pueblo y que dejó importante descendencia en la zona. Por su parte, el cargo de alguacil era compartido con Vilaflor y el resto de Abona.
Desde un primer momento la zona de Abona se incluye en el beneficio eclesiástico de Taoro, estando bajo la jurisdicción parroquial de San Pedro de Daute. En 1560 se crea el beneficio de Abona, con sede en Vilaflor, pasando Granadilla a integrarse en la jurisdicción de la parroquia de San Pedro Apóstol.
En esta época se construyen las dos vías de comunicación más importantes de Granadilla durante todo el Antiguo Régimen: el camino real de Chasna, que desde el pueblo conducía al valle de La Orotava cruzando Vilaflor y atravesando Las Cañadas del Teide, y el camino real del Sur, que conducía a San Cristóbal de La Laguna por toda la vertiente meridional de la isla.
Visita de Fernando de Magallanes
El 1 de octubre de 1519 arribó a la playa de La Tejita la flota de Fernando de Magallanes, que había recalado en Tenerife durante el inicio de su primer viaje de vuelta al mundo. Aunque en un primer momento la flota hizo escala en el puerto de Santa Cruz de Tenerife, hubo de ocultarse en la ensenada de Montaña Roja pues tuvieron noticia de que una escuadra portuguesa los buscaba para prenderlos. Finalmente, el 2 de octubre parte Magallanes hacia América.

### Antiguo Régimen: siglosxviiyxviii
En 1617 la ermita de San Antonio es elevada al rango de parroquia, comenzando a partir de este momento el desarrollo de la localidad, convirtiéndose en un importante enclave productor de grano para el consumo de la isla.
En 1648, Granadilla y el resto de lugares de la comarca pasa a depender civil y judicialmente del alcalde mayor de La Orotava, al haber sido declarada esta villa exenta. A partir de este momento los alcaldes reales de Granadilla, que hasta entonces eran nombrados por el cabildo de La Laguna, pasan a ser nombrados por dicho alcalde mayor.
En 1665 se funda un convento de frailes franciscanos en el pueblo bajo la advocación de San Luis Obispo, habiendo sido solicitado por los propios vecinos. El convento sufrió un incendio en enero de 1745, siendo reedificado poco después.
En 1768, gracias a las reformas administrativas llevadas a cabo por el rey Carlos III, se crean los oficios de síndico personero y diputado del común responsables de la defensa de los intereses del vecindario de los lugares y que eran elegidos por sufragio gradual. Asimismo, a partir de 1772 los alcaldes reales pasan a ser elegidos por el mismo sistema. Se configura así el primer «ayuntamiento» de Granadilla.
El historiador tinerfeño José de Viera y Clavijo describe Granadilla a finales del siglo XVIII de la siguiente manera:

Granadilla. Dista de Chasna 2 leguas de buen camino, y 13 de La Laguna. Está el lugar situado en un vallecito, mirando al Mediodía; piso desigual, pero temperamento apacible. Es tierra fértil en trigo, que ha solido dar 100 por 1. Hay crías de ganado y de seda. La iglesia es de buena fábrica, con cura provisión del obispo, y un convento de San Francisco de 7 religiosos. Compónese la jurisdicción de 1408 personas, algunas en los pagos de San Juan, La Higuera, Pinal, Cantera y Lomo, Palomas, Draguito, Salto, Jaco y Los Llanos. Tiene 4 ermitas.
José de Viera y Clavijo, 1772-1773.

En 1798 el pago de Chiñama se separa de Vilaflor y es agregado al término de Granadilla, quedando ya ésta definida con sus límites modernos.

### Etapa moderna: siglosxixyxx
En 1812 se crea el municipio de Granadilla bajo el amparo de la Constitución de Cádiz. Tras las alternancias entre gobiernos constitucionales y absolutistas de la primera mitad del siglo XIX, el municipio quedará definitivamente consolidado en 1836.
Entre 1827 y 1837 los municipios de Granadilla y Vilaflor pleitean por el lugar en que debe establecerse la escribanía de Abona, que había sido creada en el segundo dos siglos antes. Finalmente, en 1871 se traspasa la notaría a Granadilla, que ya venía convirtiéndose en la cabecera de la comarca en detrimento de Vilaflor desde el siglo XVIII, y en donde generalmente solían residir los escribanos.
En 1836 el convento franciscano del pueblo es clausurado debido a la Desamortización de Mendizábal, pasando a ser utilizado en los años posteriores como cuartel, sede del ayuntamiento y calabozo.
El 28 de marzo de 1891, en su número 757, el periódico liberal-conservador La Opinión, de Santa Cruz de Tenerife, publicó una crónica sobre el "alevoso asesinato del alcalde de Granadilla" en el patio de su casa en Charco del Pino, una de tantas agresiones a diversos cargos públicos que llegaron a convertirse en algo muy frecuente durante la última década del siglo XIX en Canarias, actitud que persistió hasta bien entrado el siglo XX, y concretamente en Granadilla durante los años 1889 y 1890 se produjeron incendios intencionados y otros ataques, cebándose con las viviendas y propiedades de ciertos empleados corporativos, alcanzando la máxima alarma en marzo de 1891 con el asesinato en el patio de su casa del alcalde de Granadilla y a su vez primer teniente de alcalde, Laureano Martín Alonso. Aunque el citado periódico publicó textualmente "El crimen del Charco del Pino", acerca del alevoso asesinato del alcalde de Granadilla", y más adelante "el alcalde interino de este pueblo, don Laureano Martín", el cronista oficial de Granadilla, Emiliano Guillén, considera que en esa época el alcalde era José García Torres, y Laureano Martín un edil que recaudaba impuestos, siendo por ello asesinado por bandas violentas.
Pascual Madoz, en su Diccionario, dice de Granadilla a mediados del siglo XIX:

Granadilla (La): villa con ayuntamiento en la isla y diócesis de Tenerife (15 leguas), partido judicial de Orotava (10), (...). SITUADA en el centro de su jurisdicción, en una especie de vallecito que forman 3 montañas llamada una la Santa, otra Cogeja y la más alta Buenavista, en cuyo pie se encuentra el pueblo con bastante declive hacia el mar; goza de un CLIMA sumamente saludable y de una agradable ventilación. Se compone la población de 150 CASAS la mayor parte pequeñas y de tierra, si bien otras son altas y de agradables formas, repartidas en 4 calles principales, otras de travesía y 2 plazas, las más notables de las primeras son la del Agua y del Pino, en cuyo centro se halla la iglesia y las plazas; las otras se denominan del Tagoro, del Calvario, de la Cruz verde y de la Fuente, todas de unas 6 varas de ancho; tiene casa de ayuntamiento; cárcel aunque pequeña; un pósito, escuela de primeras letras costeada por los padres de los 35 á 40 niños que concurren; iglesia parroquial (San Antonio de Padua) servida por un cura de nombramiento del diocesano y dependiente del vicariato de Güímar; el templo es de mucha solidez con una bonita fachada al O., hay una ermita dedicada á Sta. Lucia, que fue la anterior iglesia, y contiguo á ella se ve un pequeño jardín titulado de San Antonio; un cementerio fuera del pueblo á la parte del S. de mucha capacidad y escelente ventilación. Confina el TÉRMINO por el N. con la serranía de la Cumbre, base de donde arranca el elevado Teide; E. con la jurisdicciónde de Arisco de la que le divide un barranco llamado el Río, precipicio muy profundo que se atraviesa por 2 puentes de madera; S. con las playas de Montaña Roja, cuyo elevado pico en la orilla del mar es bastante singular, y por O. jurisdicción de San Miguel que le divide otro precipicio titulado de la Orchilla: en él se encuentran porción de manantiales de buenas aguas que forman algunos arroyos, siendo el principal el de los Abades, cuyas aguas después de regar varios terrenos de la villa las suministran á los pagos que hay dependientes de la misma los cuales se denominan Charco de Pino, Chinama, Cantera, Vicácaro, Palomas, Draguito, Salto, Pinares, Higuera, Vegas y Chimiche, (...). El TERRENO es sumamente quebrado, arcilloso, calizo y arenisco, estando cubiertas varias de sus montañas de pinos y mata baja. Los CAMINOS dirigen á los pueblos limítrofes y á la capital de provincia y del partido, todos muy pedregosos conforme el terreno. (...); INDUSTRIA la agrícola, algunos herreros y tegedores de lienzos caseros y mantas inferiores; PRODUCCIÓN trigo, papas, almendras, naranjas, uvas, cochinilla y diferentes hortalizas; hay muy poco ganado cabrío por lo perjudicial que es al arbolado, pero bastante vacuno, caballar y sobre todo mular y caza de perdices, conejos y palomas torcaces; POBLACIÓN con todos los pagos 591 vecinos, 2.563 almas...
Pascual Madoz, 1850.

En 1907 se concluyen las obras de la carretera entre el casco de Granadilla y el embarcadero de El Médano. Este proyecto se enmarcaba dentro de un plan estatal de apoyo a la iniciativa privada para sacar los productos agrícolas —plátanos, papas y tomates— de la incipiente economía de exportación del sur de la isla.
En 1908 se crean el Juzgado de Primera Instancia y el partido judicial de Granadilla, que pasa a aglutinar a los pueblos de Arico, Granadilla, San Miguel, Vilaflor y Arona. El 18 de noviembre de ese mismo año el rey Alfonso XIII otorga al municipio el título de Villa.
En 1933 llega al casco de Granadilla la carretera general del Sur, vía de comunicación que viene a sustituir a los antiguos caminos reales. Esta obra va aparejada a otra infraestructura que va a posibilitar el máximo desarrollo de la agricultura de exportación en el territorio de Granadilla: la construcción en la década de 1940 del Canal del Sur que trasvasaba agua de los municipios de Fasnia y Arico al resto del sur insular.
En 1941, durante la Segunda Guerra Mundial, se construyen en la costa de Granadilla una serie de defensas militares entre El Médano y La Mareta ante una posible invasión de las Fuerzas Aliadas.
A partir de la década de 1960 Granadilla se desarrollará al ritmo del denominado boom turístico que afecta a Canarias. Esto viene motivado por su situación en el sur de la isla, que favorece el clima de «sol y playa» deseado por el turista europeo.
El 3 de febrero de 1963 se produce un nuevo incendio en el ex-convento franciscano, provocando su derrumbe y la muerte de veintitrés personas. El edificio fue restaurado en parte en 1990, volviendo a incendiarse en el verano de 1991.
En los años setenta se construyen dos infraestructuras que impulsan aún más el desarrollo de la industria turística de la zona. Por un lado se abre al tráfico en 1971 la Autovía del Sur que une Santa Cruz con Los Cristianos y que será ensanchada y reconvertida en la Autopista del Sur hacia 1978, y por otro se construye en suelo del municipio el segundo aeropuerto de la isla, el Tenerife Sur o Reina Sofía, que es inaugurado el 6 de noviembre de 1978.

### SigloXXI
En 2002 comienza un movimiento social contrario a la construcción de un puerto industrial y comercial en la costa del municipio, razonando daños a los espacios naturales de la zona y a especies protegidas. En 2004 la Plataforma Ciudadana contra el Puerto Industrial de Granadilla promueve una iniciativa legislativa popular ante el Gobierno de Canarias, en la que se plantea la protección del litoral de Granadilla como «Reserva Natural Especial del Litoral Noroeste de Granadilla». Esta iniciativa es rechazada por el Parlamento en 2005, aunque la presión social y de grupos ecologistas provoca que se lleve a cabo una reducción de las dimensiones del proyecto original. Las obras del puerto comienzan a principios de 2009, siendo suspendidas cautelarmente poco después y reiniciadas en julio de 2010.
El 11 de marzo de 2010 el Gobierno de Canarias agrega al título de Villa el de Histórica.
En noviembre de 2017 el nuevo Puerto industrial de Granadilla recibe su primer atraque y queda abierto.

## Demografía
Granadilla de Abona cuenta con una población de 57 143 habitantes (INE 2024).
| Gráfica de evolución demográfica de Granadilla de Abona entre 1842 y 2021                                           |
| |
| Población de derecho según los censos de población del INE Población de hecho según los censos de población del INE |

Las primeras cifras sobre la población de Granadilla aparecen en las tazmías llevadas a cabo por el cabildo de la isla en 1531 y 1561. Estos «censos» dan para el término de Abona —que además de Granadilla incluía el resto de lugares de la comarca— una población de 283 personas la primera y 397 la segunda.
El crecimiento poblacional de Granadilla de Abona ha sido considerable en las últimas décadas. Una de las características del municipio es la dispersión del poblamiento en caseríos o barrios, aunque tal dispersión fue más acusada en épocas pasadas. Dentro de esta dispersión existe la tendencia a la localización de estos núcleos poblacionales por encima de los 450–500 m de altitud, de manera que de un total de diez entidades, solo tres se encuentran por debajo de dicha cota. Esto es reflejo de la situación tradicional en la que la actividad agrícola condiciona el asentamiento de la población de las medianías.
| Entidad singular                        | Habitantes |
| --------------------------------------- | ---------- |
| Los Abrigos                             | 5157       |
| Los Blanquitos                          | 493        |
| Cruz de Tea                             | 289        |
| Charco del Pino                         | 2482       |
| Chimiche                                | 797        |
| El Desierto                             | 320        |
| Granadilla de Abona (capital municipal) | 6042       |
| El Médano                               | 8251       |
| El Salto                                | 711        |
| San Isidro                              | 26 691     |
| Total                                   | 51 233     |

A 1 de enero de 2024 Granadilla tenía un total de 57 143 habitantes, ocupando el 4.º puesto en número de habitantes tanto de la isla de Tenerife como de la provincia de Santa Cruz de Tenerife, así como el 9.º de la comunidad autónoma de Canarias.
La población relativa era de 351,64 hab./km².
Por sexos contaba con 28 424 hombres y 28 719 mujeres.
Del análisis de la pirámide de población se deduce que:
- La población comprendida entre 0 y 14 años era el 16 % (8120 personas) del total;
- la población entre 15 y 64 años se correspondía con el 74 % (37 746 hab.);
- y la población mayor de 65 años era el 10 % (5367 hab.) restante.

## Economía

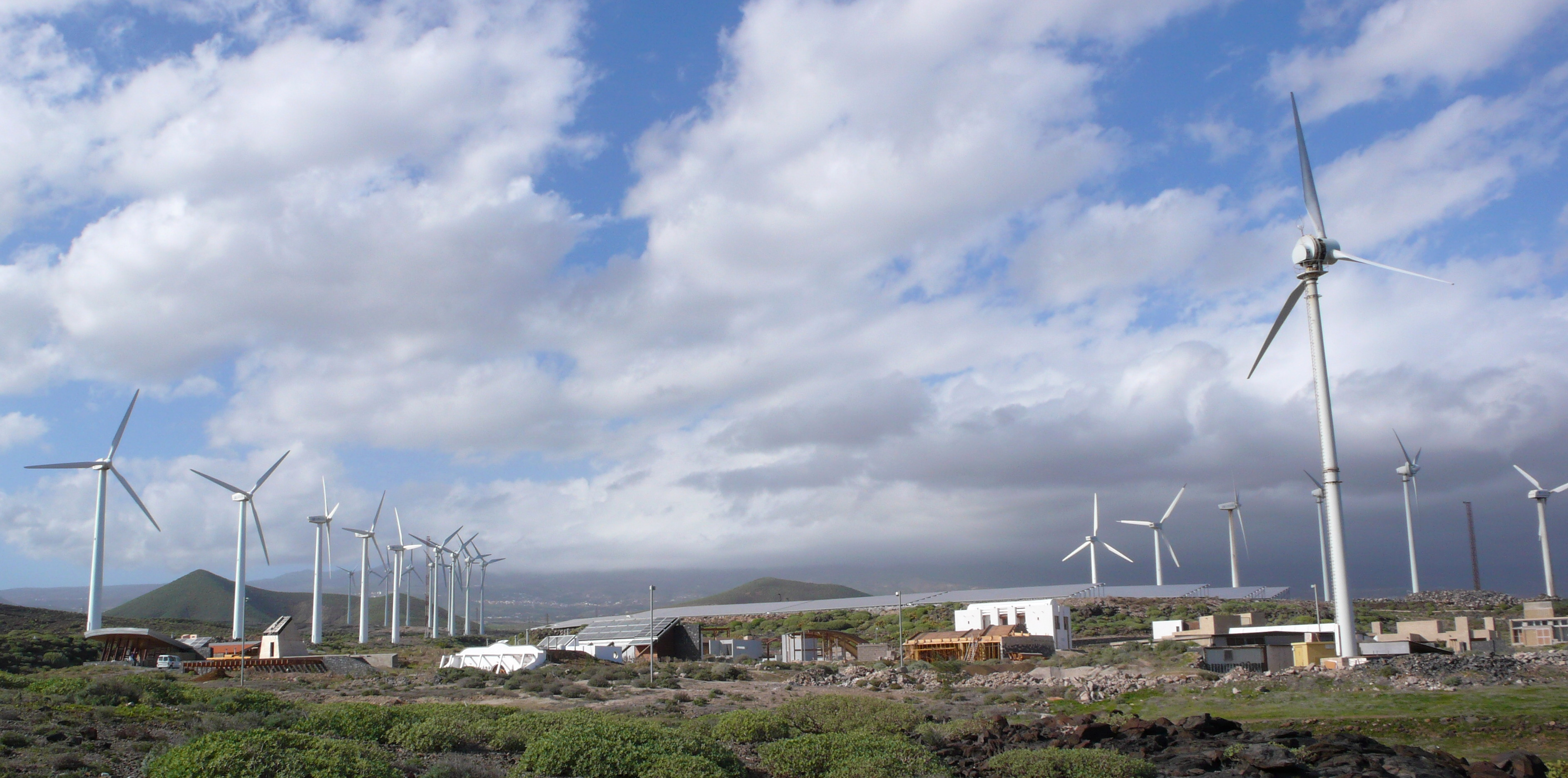
Instituto Tecnológico y de Energías Renovables (ITER)

La actividad económica predominante del municipio ha sido la agrícola. Hasta los años cincuenta se trataba de una agricultura dedicada al autoabastecimiento: cultivos como los cereales, las hortalizas, algunos frutales, principalmente naranjos, aunque también desde muy antiguo se cultiva la papa sobre jable, cuyos excedentes se dedican a la exportación. Con la introducción del regadío los terrenos de las zonas bajas se destinan al cultivo del tomate, que adquiere gran relevancia, exportándose a los países europeos. Actualmente adquieren una considerable importancia los cultivos de invernadero —hortalizas, flores, etc.—.
Aunque la actividad agrícola sigue caracterizando en buena medida al municipio, en los últimos años se ha producido una considerable diversidad laboral como consecuencia del establecimiento de la actividad turística en la zona costera de los términos próximos; por ello en la actualidad, más de la mitad del total de activos trabaja en el subsector de la construcción y en el de los servicios, principalmente en la hostelería.
Dentro del término municipal, se encuentra el Instituto Tecnológico y de Energías Renovables (que también ubica en su interior el centro de procesamiento de datos D-ALiX).

## Administración y política

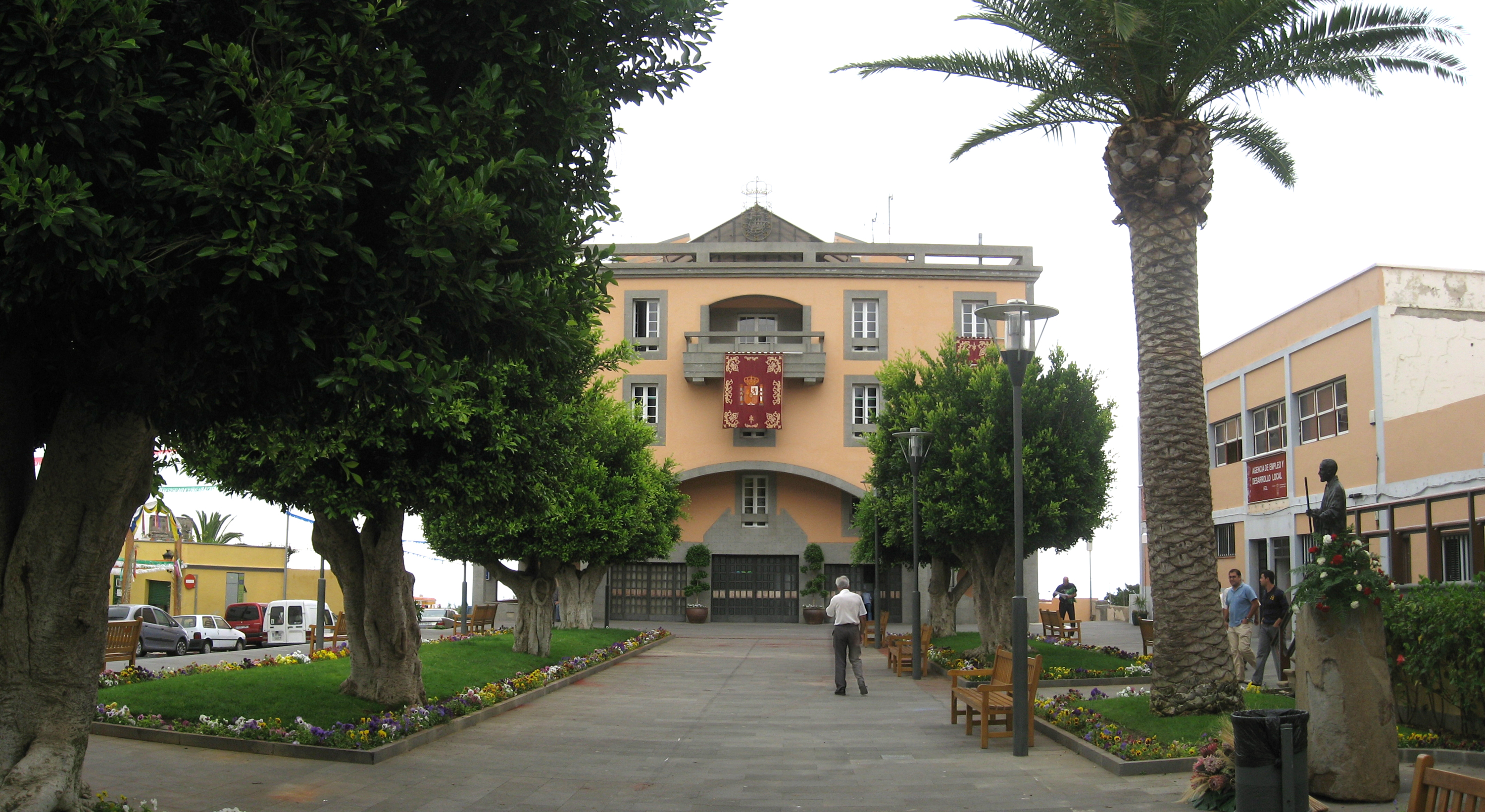
La casa consistorial, sede del Ayuntamiento de Granadilla de Abona

### Gobierno municipal
| Periodo   | Nombre                         | Partido | Partido                                                          |
| --------- | ------------------------------ | ------- | ---------------------------------------------------------------- |
| 1979-1983 | Froilán Hernández González     |         | Grupo Independiente de Renovación de Granadilla de Abona (GIRGA) |
| 1983-1991 | Froilán Hernández González     |         | Agrupación Tinerfeña de Independientes (ATI)                     |
| 1991-2007 | Francisco Jaime González Cejas |         | Partido Socialista Obrero Español (PSOE)                         |
| 2007-2011 | Carmen Nieves Gaspar Rivero    |         | Coalición Canaria (CC)                                           |
| 2011-2016 | Francisco Jaime González Cejas |         | Partido Socialista Obrero Español (PSOE)                         |
| 2016-2023 | José Domingo Regalado          |         | Coalición Canaria (CC)                                           |
| 2023-2025 | Jennifer Miranda Barrera       |         | Partido Socialista Obrero Español (PSOE)                         |
| 2025-act. | José Domingo Regalado          |         | Coalición Canaria (CC)                                           |

El municipio se rige por su Ayuntamiento, compuesto por veinticinco concejales. Anteriormente eran veintiuno, pero debido al aumento de población del municipio, la corporación ha ganado cuatro concejales más.
| Partido político                              | 2023        | 2023        | 2023        | 2019  | 2019  | 2019       | 2015  | 2015  | 2015       | 2011  | 2011  | 2011       | 2007  | 2007  | 2007       |
| Partido político                              | Votos       | %           | Concejales  | Votos | %     | Concejales | Votos | %     | Concejales | Votos | %     | Concejales | Votos | %     | Concejales |
| Partido Socialista Obrero Español (PSOE)      | 6348        | 37,93       | 11          | 5435  | 35,64 | 8          | 5661  | 38,84 | 9          | 5987  | 40,01 | 10         | 5507  | 43,55 | 10         |
| Coalición Canaria (CC)                        | 5891        | 35,19       | 10          | 4844  | 31,76 | 8          | 4136  | 28,37 | 7          | 4092  | 27,35 | 6          | 3873  | 30,63 | 7          |
| Partido Popular (PP)                          | 1535        | 9,17        | 2           | 2028  | 13,29 | 3          | 2066  | 14,17 | 3          | 2928  | 19,57 | 4          | 1935  | 15,30 | 3          |
| Vox                                           | 1190        | 7,11        | 2           | —     | —     | —          | —     | —     | —          | —     | —     | —          | —     | —     | —          |
| Podemos-Sí Se Puede                           | 416         | 2,48        | 0           | 1131  | 7,41  | 1          | —     | —     | —          | —     | —     | —          | —     | —     | —          |
| Izquierda Unida (IU)                          | Con Podemos | Con Podemos | Con Podemos | 219   | 1,43  | 0          | 765   | 5,25  | 1          | 283   | 1,89  | 0          | —     | —     | —          |
| Ciudadanos (CS)                               | —           | —           | —           | 772   | 5,06  | 1          | 976   | 6,70  | 1          | —     | —     | —          | —     | —     | —          |
| Alternativa Sí Se Puede por Tenerife (ASSPPT) | —           | —           | —           | —     | —     | —          | —     | —     | —          | 758   | 5,07  | 1          | 848   | 6,71  | 1          |

### Organización territorial
Se encuentra incluido en la Comarca de Abona, salvo su superficie inmersa en los espacios naturales protegidos del parque nacional del Teide y de la Corona Forestal, que pertenecen a la comarca del Macizo Central.
Se encuentra dividido en diez entidades de población.
| Entidad singular   | Núcleos                                                                                      | Superficie |
| ------------------ | -------------------------------------------------------------------------------------------- | ---------- |
| Cruz de Tea        |                                                                                              | 5,71 km²   |
| Charco del Pino    | Charco del Pino Los Llanos Montaña Gorda                                                     | 11,41 km²  |
| Chimiche           | Chimiche Las Rosas Las Vegas                                                                 | 32,69 km²  |
| El Desierto        |                                                                                              | 3,93 km²   |
| El Médano          | Arenas del Mar El Cabezo El Médano El Topo Ensenada Pelada                                   | 27,17 km²  |
| El Salto           | El Draguito El Salto Las Palomas Yaco                                                        | 4,63 km²   |
| Grandilla de Abona | Chávez Granadilla de Abona La Cantera Los Barrancos Los Cuervos Los Llanos Vicácaro          | 36,58 km²  |
| Los Abrigos        | La Mareta La Tejita Los Abrigos                                                              | 6,52 km²   |
| Los Blanquitos     | Cruz de las Ánimas La Higuera Los Blanquitos                                                 | 5,32 km²   |
| San Isidro         | Atogo Casablanca Castro Chuchurumbache Montaña de Yaco San Isidro Vista Gorda Vistas de Yaco | 28,48 km²  |
| TOTAL              |                                                                                              | 162,44 km² |

## Servicios

### Educación
Granadilla cuenta con varios centros de enseñanza públicos repartidos por el término municipal:
- CEIP Abona, en San Isidro
- CEIP Charco del Pino
- CEIP Montaña Roja
- CEIP Montaña pelada
- CEIP Froilán Hernández González, en El Salto
- CEIP Granadilla de Abona, en Charco del Pino
- CEIP Juan García Pérez, en San Isidro
- CEIP La Jurada, en San Isidro
- CEIP La Pasada, en el casco de Granadilla
- CEIP Los Abrigos
- CEIP Nuestra Señora del Buen Viaje, en Cruz de Tea
- CEIP San Benito, en Los Blanquitos
- CEIP Virgen del Pilar, en Chimiche
- Escuela infantil municipal Sani Peques, en San Isidro
- IES El Médano
- IES Granadilla de Abona, en Charco del Pino
- IES Los Cardones, en San Isidro
- IES Magallanes, en San Isidro

### Sanidad
En cuanto a los centros sanitarios, el municipio cuenta con:
- Consultorio médico de Chimiche
- Consultorio médico de El Médano
- Consultorio médico de San Isidro
- Ambulancias Salvaser

### Seguridad ciudadana
En el casco de Granadilla existe una comisaría de la policía local y un cuartel de la Guardia Civil, así como una sede de Protección Civil, que también cuenta con un local en El Médano. En San Isidro se ubica además otra comisaría de la policía local.

### Comunicaciones

#### Carreteras
Las principales vías de comunicación por las que se accede al municipio son la Autopista del Sur TF-1 y la carretera General del Sur TF-28, pudiéndose acceder también desde Las Cañadas del Teide por la carretera de La Orotava a Granadilla TF-21. Asimismo, existen una serie de carreteras secundarias que unen las diferentes entidades de población de Granadilla entre sí o con otros municipios:
- TF-634 de la Cooperativa del Carmen a la TF-64
- TF-635 de la TF-64 a la TF-645
- TF-636 de San Isidro a Chimiche por Las Palomas
- TF-638 de El Desierto a Los Blanquitos
- TF-64 de Granadilla a El Médano
- TF-642
- TF-643 de El Médano a Los Abrigos
- TF-644
- TF-645 de San Isidro a El Guincho por Atogo
- TF-647 de Charco del Pino a Las Zocas
- TF-65 de San Miguel a Los Abrigos

#### Transporte público
En Granadilla se encuentra el Aeropuerto Internacional Tenerife Sur-Reina Sofía.
El municipio cuenta asimismo con paradas de taxis en el casco de Granadilla, San Isidro, Los Abrigos y El Médano. También cuenta con una estación de autobuses —guaguas—, quedando conectado mediante las siguientes líneas de TITSA:

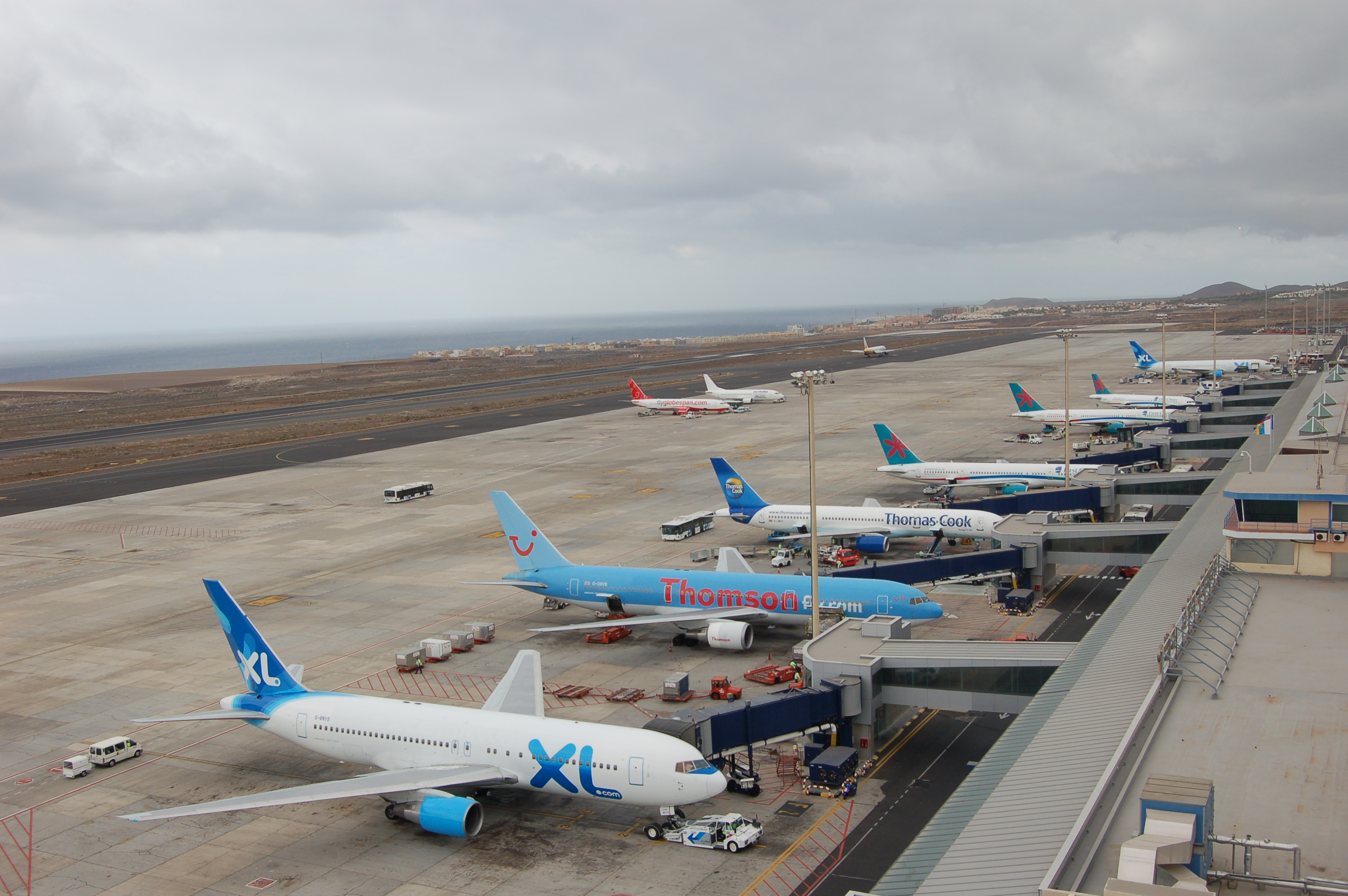
Aeropuerto sur de la isla de Tenerife

| Línea | Trayecto                                                               | Recorrido |
| ----- | ---------------------------------------------------------------------- | --- |
| 035   | Güímar - Granadilla de Abona (por Fasnia y Arico)                      | Horario/Línea                                                                                                   |
| 111   | Sta. Cruz - Aeropuerto Sur - Los Cristianos - Costa Adeje              | Horario/Línea                                                                                                   |
| 112   | Sta. Cruz - Arona (por Costa del Silencio)                             | Horario/Línea (enlace roto disponible en Internet Archive; véase el historial, la primera versión y la última). |
| 115   | Sta. Cruz - Las Galletas - Costa del Silencio                          | Horario/Línea (enlace roto disponible en Internet Archive; véase el historial, la primera versión y la última). |
| 116   | Santa Cruz - Granadilla (por El Médano)                                | Horario/Línea (enlace roto disponible en Internet Archive; véase el historial, la primera versión y la última). |
| 343   | Puerto de la Cruz - Los Cristianos (por Aeropuerto Norte y Sur) exprés | Horario/Línea                                                                                                   |
| 416   | Granadilla - Adeje (Los Olivos)                                        | Horario/Línea                                                                                                   |
| 430   | Granadilla - San Isidro - Villa de Arico - El Porís                    | Horario/Línea                                                                                                   |
| 450   | Costa Adeje - San Isidro (por Aeropuerto Sur)                          | Horario/Línea                                                                                                   |
| 463   | Granadilla - Los Blanquitos - Chimiche                                 | Horario/Línea                                                                                                   |
| 470   | Granadilla - Los Cristianos (por El Médano)                            | Horario/Línea                                                                                                   |
| 474   | Granadilla - La Escalona                                               | Horario/Línea Archivado el 1 de agosto de 2016 en Wayback Machine.                                              |
| 483   | Costa Adeje - El Médano (por Los Cristianos)                           | Horario/Línea                                                                                                   |
| 484   | Granadilla - El Fraile                                                 | Horario/Línea                                                                                                   |
| 485   | Granadilla - El Salto (por Los Llanos)                                 | Horario/Línea (enlace roto disponible en Internet Archive; véase el historial, la primera versión y la última). |

#### Caminos
Por el municipio pasan varios caminos homologados en la Red de Senderos de Tenerife:
- GR 131 Anaga - Chasna
- PR-TF 72 Camino de Chasna - Paisaje Lunar
- PR-TF 83 Altos de Granadilla
- PR-TF 83.1 Las Vegas - Los Escurriales
- PR-TF 83.2 Camino de La Corredera
- SL-TF 242 Camino de Las Vegas

## Cultura

### Patrimonio
El municipio posee varios elementos declarados Bien de Interés Cultural:
- Monumento Iglesia y Antiguo Convento Franciscano de San Luis[64]
- Monumento Iglesia de San Antonio de Padua y bienes muebles vinculados[65]
- Monumento Ermita de San Isidro Labrador y bienes muebles vinculados[66]
- Sitio Etnológico Secadero de Tabaco[67]

También posee un rico patrimonio arqueológico de la cultura guanche.
Asimismo, se encuentran incoado el expediente para la declaración de Sitio Etnológico a favor del Caserío sobre La Fuente.

### Instalaciones culturales
Granadilla cuenta con diferentes centros culturales repartidos por las distintas localidades. Cuenta además con Casas de la Cultura.
- Centro cultural 3.ª Edad Virgen del Pino, en Charco del Pino
- Centro cultural de Charco del Pino
- Centro cultural de Chimiche
- Centro cultural de Cruz de Tea
- Centro cultural de El Salto
- Centro cultural Garigonza, en Granadilla casco
- Centro cultural de Los Blanquitos
- Centro cultural María de Las Casas, en Granadilla casco
- Centro cultural de San Isidro
- Centro cultural Tagoror, en Granadilla casco
- Casa de la Cultura de El Médano
- Casa de la Cultura de Los Blanquitos
- Casa de la Cultura de San Isidro

### Fiestas locales
En el municipio se celebran diversas fiestas y verbenas, siendo días festivos municipales el martes de Carnaval y el 13 de junio —festividad de San Antonio de Padua—.
Las principales fiestas son:
| Fecha                            | Celebración                                 | Lugar                             | Actos destacados |
| -------------------------------- | ------------------------------------------- | --------------------------------- | --- |
| Finales de enero                 | La Milagrosa                                | El Salto                          | |
| 19 de marzo                      | San José                                    | Yaco                              | |
| 3 de mayo                        | La Cruz                                     | Granadilla (casco)                | |
| 15 de mayo                       | San Isidro Labrador                         | San Isidro                        | Romería |
| 26 de mayo                       | La Cruz                                     | Vicácaro                          | |
| 13 de junio                      | San Antonio de Padua                        | Granadilla (casco)                | Galas de elección de «Reina» y «Romera Mayor», romería, Baile de Taifas, Feria de artesanía y gastronomía canaria, encuentro insular del Juego del Palo |
| 22 de junio                      | Sagrado Corazón                             | Los Cuervos                       | |
| 24 de junio                      | San Juan Bautista                           | El Salto                          | |
| 11 de julio                      | San Benito                                  | Los Blanquitos                    | |
| 16 de julio                      | Virgen del Carmen                           | Casablanca, Chimiche, Los Abrigos | Danza de las Varas (Chimiche) |
| 26 de julio                      | Santa Ana                                   | Las Vegas                         | Danza de las Varas |
| agosto                           | San Luis rey y Nuestra Señora de las Nieves | Charco del Pino                   | Gala de elección de «Romera Mayor», Baile de Taifas, Romería de San Luis rey y Feria de artesanía                                                       |
| 18 de agosto                     | Nuestra Señora del Buen Viaje               | Cruz de Tea                       | |
| 2.º fin de semana de septiembre  | San Blas                                    | San Blas, Los Abrigos             | |
| 3.er fin de semana de septiembre | Nuestra Señora de las Mercedes              | El Médano                         | Procesión marítima por la bahía de la localidad, Romería barquera                                                                                       |
| 4 de octubre                     | San Francisco de Asís                       | El Desierto                       | |
| 12 de octubre                    | Nuestra Señora del Pilar                    | Chimiche                          | Danza de las Varas |
| 13 de diciembre                  | Santa Lucía                                 | Granadilla (casco)                | |
| 8 de diciembre                   | Inmaculada Concepción                       | Charco del Pino                   | |
| 18 de diciembre                  | Nuestra Señora de la Esperanza              | San Isidro                        | |
| Fecha variable                   | Carnaval                                    | Granadilla (casco), El Médano     | Cabalgata anunciadora, Gran gala de elección de «Reina», «Gran Coso Apoteosis», Concurso de murgas de Granadilla y Entierro de la Sardina               |
| Fecha variable                   | Semana Santa                                | Granadilla (casco)                | Representación de La Pasión |

### Deporte
En cuanto al deporte, el municipio cuenta con variadas instalaciones deportivas repartidas por todo el término.
- Campos municipales de fútbol en El Médano, San Isidro y Charco del Pino
- Campo municipal de béisbol en Los Abrigos
- Canchas de baloncesto en El Médano, Los Abrigos
- Estadio municipal de Fútbol Francisco Suárez Delgado
- Pabellón municipal de Deportes
- Piscina municipal
- Polideportivos en Granadilla casco, El Médano, Vicácaro, Los Abrigos, Los Blanquitos, Cruz de Tea, Charco del Pino
- Terrero Insular de Lucha canaria Pollito de la Barriada, en San Isidro
- Centro deportivo y de ocio Los Cardones, en San Isidro

### Religión

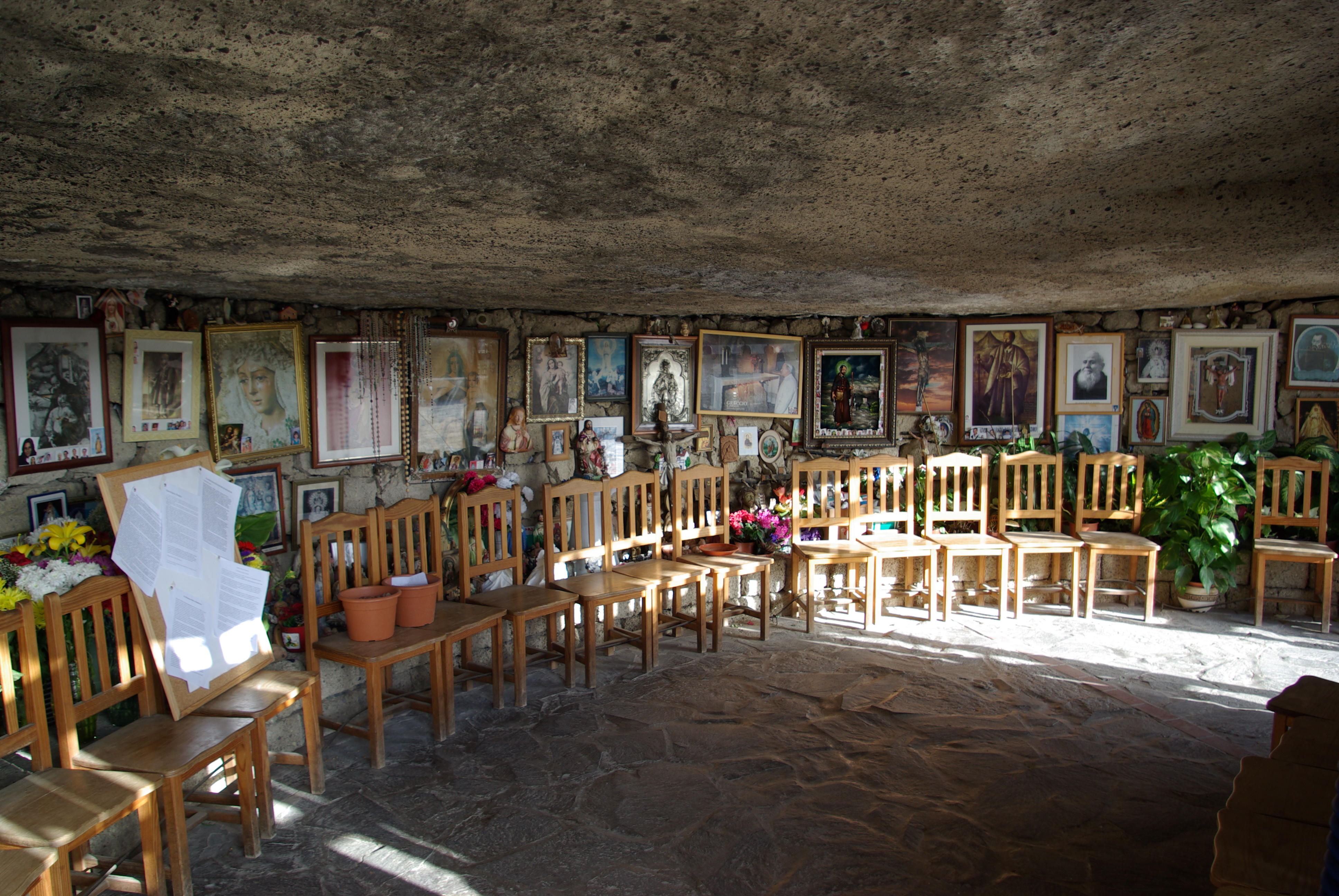
Cueva del Santo Hermano Pedro situada en la localidad granadillera de El Médano. Es uno de los santuarios de peregrinación católica más populares de la isla y del archipiélago

La población creyente de Granadilla profesa mayoritariamente la religión católica, estando repartida la feligresía en ocho parroquias: la matriz de San Antonio de Padua en el casco, Nuestra Señora de la Merced en El Médano, Ntra. Sra. del Carmen en Chimiche, San Benito Abad en Los Blanquitos, San Blas en Los Abrigos, San Isidro Labrador en San Isidro, San Juan Bautista en El Salto y San Luis rey de Francia en Charco del Pino. Estas parroquias pertenecen al arciprestazgo de Granadilla de la diócesis de Tenerife, estando el municipio bajo el patronazgo religioso de San Antonio de Padua y Nuestra Señora del Rosario.
Granadilla cuenta también con otros lugares de culto católico:
- Iglesia de San Luis obispo, en el casco de Granadilla
- Iglesia de San Francisco de Asís, en El Desierto
- Ermita de Nuestra Señora de la Esperanza, en Las Vegas
- Ermita de Nuestra Señora de las Mercedes de Roja, en El Médano
- Ermita de Nuestra Señora del Buen Viaje, en Cruz de Tea
- Ermita de San Isidro labrador, en San Isidro
- Ermita de Santa Lucía, en el casco de Granadilla
- Capilla de El Calvario, en el casco de Granadilla

En Granadilla de Abona se encuentra uno de los lugares católicos de peregrinación más importantes de Canarias, la llamada cueva del Santo Hermano Pedro situada a las afueras de la localidad de El Médano. Este lugar servía de oratorio y hospedaje para San Pedro de San José de Betancur (1626-1667), quien fue canonizado en 2002 convirtiéndose en el primer santo canario. En la actualidad se realiza una peregrinación cada año el sábado anterior al 24 de abril desde su lugar de nacimiento en el casco de Vilaflor, hasta la cueva del Santo. Esta peregrinación es organizada por los ayuntamientos de Granadilla y Vilaflor.
El municipio también cuenta con templos de la Iglesia protestante, encontrándose las iglesias Bautista Ebenezer y las Evangélicas de San Isidro y Rey de Reyes, todas ellas en la localidad de San Isidro.

## Ciudades hermanadas
- Diano Marina, Italia
- Melena del Sur, Cuba[72]
- Cancún, México